# Eocenchrea pulla
Eocenchrea pulla är en insektsart som beskrevs av Frederick Arthur Godfrey Muir 1924. Eocenchrea pulla ingår i släktet Eocenchrea och familjen Derbidae. Inga underarter finns listade i Catalogue of Life.